# 苯甲硒醇
苯甲硒醇是一种有机硒化合物，化学式为C7H8Se，它在空气中容易氧化。

## 合成
苯甲硒醇可由氯化苄和硒氢化钠反应制得，或二苄基二硒经氢化铝锂或硼氢化钠还原后酸化得到。